# Masugi Shizue

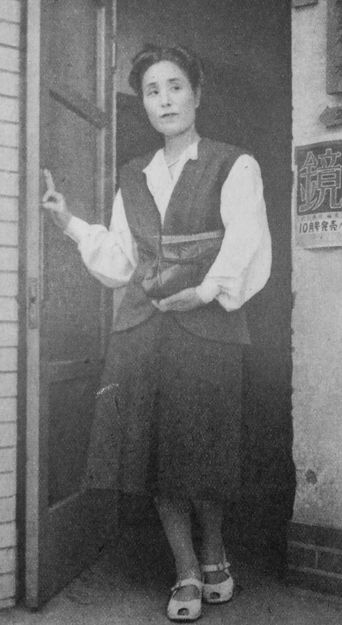
Shizue Misugi, 1948

Masugi Shizue (japanisch 真杉 静枝; geboren am 3. Oktober 1901 in Denga (heute: Fukui), Präfektur Fukui; gestorben am 29. Juni 1955) war eine japanische Schriftstellerin. Die meisten ihrer Werke gehören zum Genre des japanischen „Ich-Romans“ (Shishōsetsu).

## Leben und Wirken
Shizue wurde 1901 als uneheliche Tochter eines Shintō-Priesters in Denga geboren. 1908 ging sie mit ihrem Vater für drei Jahre nach Taiwan, wo ihr Vater als Oberpriester an einem Shintō-Schrein arbeitete. Nach einer kurzen Rückkehr nach Japan 1911 ging die Familie erneut nach Taiwan, wo Shizue eine Schwesternschule besuchte, 1916 ihre Ausbildung zur Krankenschwester abschloss und in einem Krankenhaus zu arbeiten begann. Bereits mit 17 Jahren heiratete sie einen 13 Jahre älteren Bahngestellten, der in Taiwan als Assistent im Bahnhof Taichung angestellt war. 1921 trennte sich Shizue von diesem Mann, ging zurück nach Ōsaka, wo sie bei ihren Großeltern lebte.
Zunächst war Shizue Stenotypistin, dann begann sie 1925 als Reporterin für die Mainichi Shimbun in Ōsaka zu arbeiten. In dieser Zeit lernte sie den Schriftsteller und Bühnenkünstler Iruru Masaoka (1904–1958) kennen. Sie plante mit ihm einen Doppelselbstmord aus Liebe (Shinjū), was jedoch fehlschlug. 1927 wurde sie die Geliebte von Mushanokōji Saneatsu. Er ermunterte sie zu schreiben und so veröffentlichte sie im gleichen Jahr in der Nummer 8 der Zeitschrift Daichōwa (大調和) ihr erstes Werk Ekichō no wakaki tsuma (駅長の若き妻, etwa: „Die junge Frau des Bahnhofsvorstehers“). Danach gab sie mit Kozakana no kokoro (小魚の心), einem von Saneatsu und Nakamura Chihei gleichermaßen geschätzten Romans, ihr offizielles Debüt in der Literaturwelt.
Shizue publizierte eine Reihe von Beiträgen in der Zeitschrift Josei geijutsu (女人藝術, etwa: „Frauenkunst“), die von der Verlegerin Shigure Hasegawa ediert wurde. Nachdem sie sich von Saneatsu getrennt hatte, kam sie mit Kikuchi Kan und Nakamura Chihei zusammen, heiratete jedoch keinen der beiden. Mit Nakamura ging sie 1939 erneut nach Taiwan, wo sie für die nächsten 18 Jahre blieb. 1942 heiratete Shizue den Schriftsteller Gishū Nakayama, von dem sie sich vier Jahre später wieder scheiden ließ. Nach dem Krieg veröffentlichte sie zunächst einige Beiträge in der Zeitung Kagami, bis diese nach der dritten Nummer bereits eingestellt wurde. Danach war sie bei Yomiuri Shinbun für eine Ratgeber-Kolumne verantwortlich, die sich an Mädchen richtete, die von den Atombombenabwürfen auf Hiroshima und Nagasaki betroffen waren (Hibakusha). 1953 reiste Shizue nach Europa und nahm an der Krönung von Elisabeth II. und dem Treffen des internationalen P.E.N. Clubs teil.
1955 starb Shizue an Lungenkrebs im Koishikawa-Krankenhaus der Universitätsklinik Tokio im Alter von 53 Jahren. Ihr Grab befindet sich auf dem Gelände des Tōkei-ji in Kita-Kamakura.

## Werke (Auswahl)
- 1939 Hinadori (ひなどり)
- 1940 Sono ato no kōfuku (その後の幸福)
- 1940 Aijō no mon (愛情の門)
- 1940 Rekishi monogatari hakkō no himemiya (歴史物語薄幸の姫宮)
- 1941 Nampo kikō (南方紀行)
- 1943 Haha to tsuma (母と妻)
- 1948 Kaen (花怨)
- 1948 Utsukushii hito (美くしい人)